# Парк Кенша

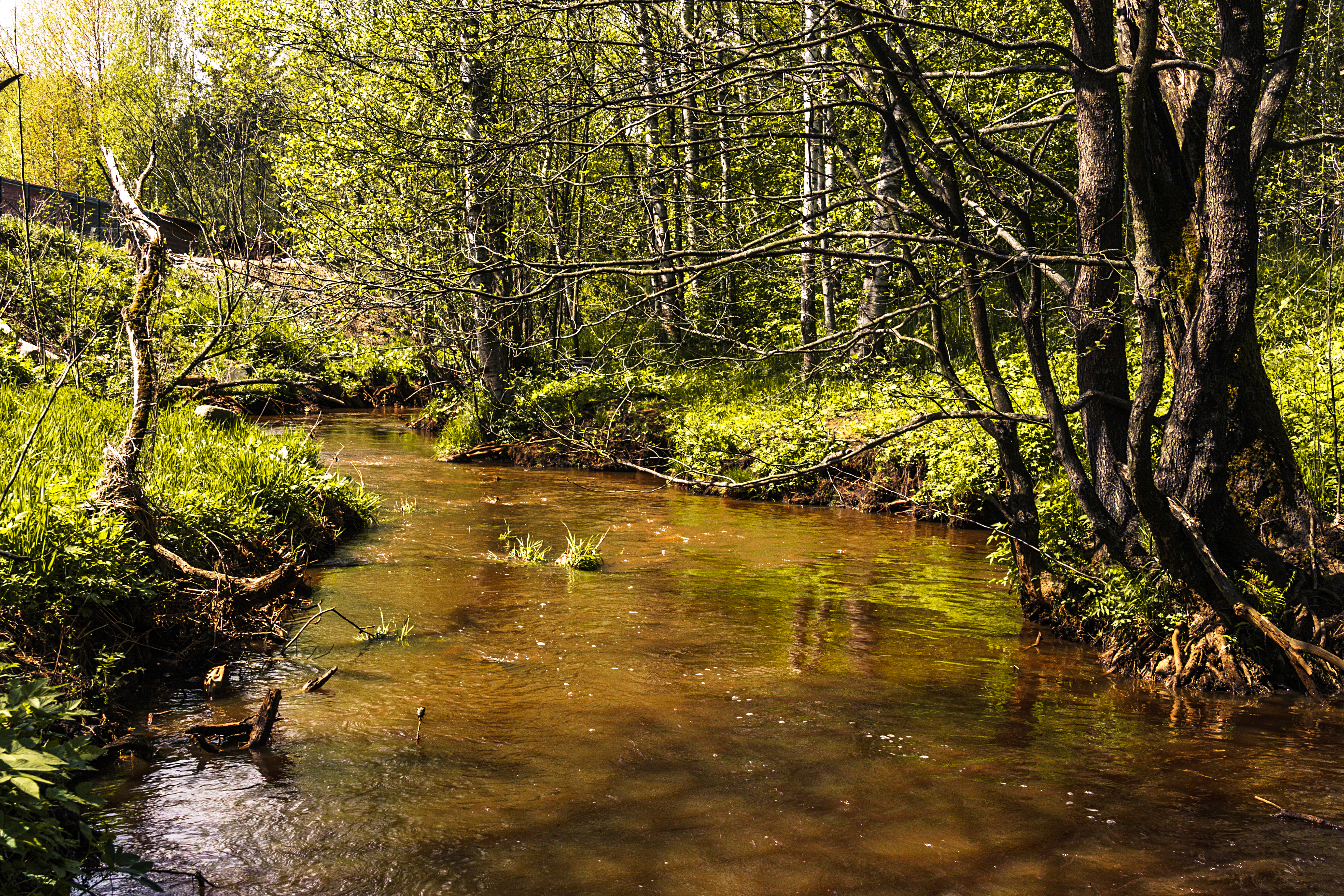
Река Лубья в парке Кенша

Парк Ке́нша — исторический район Всеволожска, находится в центральной части города на берегу Лубьи.

## Географическое положение
Расположен на территории ограниченной с севера рекой Лубья, с востока микрорайоном Ильинский, с юга и запада микрорайоном Питомник. Высота центра района — 21 м.
| Ближайшие микрорайоны      | Ближайшие микрорайоны | Ближайшие микрорайоны     |
| -------------------------- | --------------------- | ------------------------- |
| Северо-запад: Бернгардовка | Север: Всеволожск     | Северо-восток: Всеволожск |
| Запад: Питомник            |                       | Восток: Ильинский         |
| Юго-запад: Питомник        | Юг: Питомник          | Юго-восток: Ильинский     |

## История
В ноябре 1899 года личный почётный гражданин Роберт Андреевич Кенш приобрёл у владелицы мызы Рябово Елены Васильевны Всеволожской участок земли площадью 23 десятины к югу от реки Лубья под названием Апраксин Луг. Немец Р. А. Кенш работал директором-распорядителем суконной и красильной фабрики «Т. Л. Аух», что находилась на набережной реки Екатерингофки, в доме № 19, где и проживал.
В июле 1901 года он расширил свои владения в восточном направлении до Фитингофского проспекта (совр. Всеволожский проспект), прибавив к 23 десятинам участок в шесть десятин вымежёванный из мызы Колтуши, свою новую мызу он назвал в честь жены «Александровка».
В 1903 году Роберт Андреевич Кенш в товариществе с купцом К. К. Неандером и инженером П. И. Балинским выкупил у владелицы контрольный пакет акций фабрики «Т. Л. Аух» и стал совладельцем предприятия. В этом же году был готов усадебный дом Р. А. Кенша, который числился по адресу: Баркановская улица, № 36. Дом был двухэтажный, на каменных столбах, размером четыре на шесть саженей и высотой три сажени, обшит вагонкой. Кроме него были возведены: «дом рубленый одноэтажный на каменных столбах, размером 3 на 3 сажени и высотой 1,5 сажени с мезонином, обшит вагонкой, крыша толевая, а также дача деревянная, молочная, баня, конюшня, три закрома, два сарая дощатых, два навеса, погреб, ледник, колодец».
В январе 1904 года Р. А. Кенш ещё раз увеличил свои владения, на этот раз за счёт имения Янино. Он приобрёл у Елизаветы Алексеевны фон Вольской восемь участков земли, непосредственно примыкающих к его имению, общей площадью восемь десятин. Затем из мызы Колтуши им был приобретён ещё один смежный земельный участок площадью чуть менее четырёх десятин.
В 1908 году Роберт Андреевич Кенш перешёл в сословие потомственных почётных граждан. За это время за счёт леса и неудобий, размер земли под усадьбой, садом и огородом вырос до трёх десятин, под пашней — до 13. Под хвойным дровяным лесом находилось 12 десятин. Всего в его собственности к 1916 году находилась 41 десятина и 802 квадратных сажени земли, а сама мыза в документах предреволюционных лет называлась сельскохозяйственным имением или хутором Кенша.
Роберт Андреевич Кенш скончался в апреле 1916 года в Петрограде. Согласно его завещанию, мыза перешла в собственность ямбургской мещанки Берты Ивановны Гофман. Пять месяцев спустя, 20 сентября 1916 года, она продала мызу своему брату, Михаилу Ивановичу Гофману. Выходец из Луцкой немецкой колонии Ямбургского уезда, крестьянин Михаил Иванович Гофман, проживал в Петрограде и занимался производством электротехники. В его собственности был электротехнический завод «Урания», а также часть торгового дома «Оде и К°». В 1916 году М. И. Гофман перешёл в сословие купцов.
В апреле 1918 года имение Гофмана было национализировано. 10 октября 1918 года, согласно циркуляру Шлиссельбургского совдепа, семью Гофманов выселили из имения, которое перешло в ведение местного комбеда. В 1920 году на мызе разместился сиротский приют — Всеволожская детская коммуна.  В 1921 году земли мызы были переданы в пользование сельхозартели «Софиевка». В 1922 году М. И. Гофман обратился в Рябовский совет с просьбой предоставить ему хоть какое-нибудь жильё в своём бывшем имении, но получил отказ.
Первое картографически отмеченное поселение на месте будущего микрорайона Парк Кенша — три безымянных строения на военно-топографической карте Карельского перешейка 1939 года.
В списке ценных природных объектов подлежащих охране во Всеволожском районе, утверждённом решением Всеволожского городского Совета народных депутатов от 8 апреля 1993 года, за № 24 значится: усадьба Кенша «Александровка» (5 га, г. Всеволожск).
В советское время в западной части парка находился пионерский лагерь «Дружба», его корпуса строители аккуратно вписали между вековых деревьев не повредив их.
К 1994 году пионерский лагерь был закрыт, а на фундаментах старых корпусов, были выстроены коттеджи. Образовались две примерно равные части: западная — жилая и восточная — собственно парк.

## Современность
В 2009 году Парк Кенша неоднократно попадал на полосы газет и в новостные передачи телевидения в связи с противостоянием его жителей и одной из фирм застройщиков, которая пыталась начать строительство и сопутствующую вырубку деревьев в восточной части парка.
По генплану МО «Город Всеволожск» район относится к зоне особо охраняемых природных территорий.

## Фото

Парк Кенша. 2012 год